# Lee Hye-ri
Lee Hye-ri (hangul: 이혜리), även känd under artistnamnet Hyeri (hangul: 혜리), född 9 juni 1994 i Gwangju, är en sydkoreansk sångerska och skådespelare.
Hon har varit medlem i den sydkoreanska tjejgruppen Girl's Day sedan gruppen debuterade 2010.

## Diskografi

### Album
| Datum       | Albumtitel          | Topplacering          |
| Datum       | Albumtitel          | Sydkorea (Gaon Chart) |
| ----------- | ------------------- | --------------------- |
| 9 jul 2010  | Girl's Day Party #1 | 12                    |
| 6 jul 2011  | Everyday            | 4                     |
| 17 apr 2012 | Everyday 2          | 11                    |
| 13 mar 2013 | Expectation         | 4                     |
| 3 jan 2014  | Everyday 3          | 4                     |
| 14 jul 2014 | Everyday 4          | 3                     |
| 15 okt 2014 | I Miss You          | —                     |
| 6 jul 2015  | Love                | 3                     |
| 27 mar 2017 | Everyday 5          | —                     |

## Filmografi

### Film
| År   | Titel        | Roll  |
| ---- | ------------ | ----- |
| 2018 | Monstrum     | Myung |
| 2019 | Dempsey Roll | Minji |

### TV-drama
| År   | Titel                                  | Kanal      | Roll                        |
| ---- | -------------------------------------- | ---------- | --------------------------- |
| 2011 | I Trusted Him                          | MBC Every1 | cameoroll                   |
| 2012 | Tasty Life                             | SBS        | Jang Mi-hyun                |
| 2014 | Be Arrogant                            | SBS Plus   | cameoroll                   |
| 2014 | Seonam Girls High School Investigators | JTBC       | Lee Ye-hee                  |
| 2015 | Hyde, Jekyll, Me                       | SBS        | Min Woo-jung                |
| 2015 | Reply 1988                             | tvN        | Sung Duk-seon/Sung Soo-yeon |
| 2016 | Entertainer                            | SBS        | Jung Geu-rin                |